# Guillermo Domingo Iribarren
Guillermo Domingo Iribarren (Nonogasta, 13 de noviembre de 1900-Buenos Aires, 11 de enero de 1971) fue un político y empresario argentino, que se desempeñó como gobernador de facto de la provincia de La Rioja entre 1967 y 1971, además de diputado nacional por dicha provincia (1942-1943).

## Biografía
Guillermo Domingo Iribarren nació en Nonogasta el 13 de noviembre de 1900, en el seno de una familia de origen vasco con un largo arraigo en la provincia de La Rioja, siendo sus padres Guillermo Iribarren y María Luisa García. Tenía siete años cuando muere su padre. Inició sus estudios con una maestra particular junto a sus hermanos, y al mudarse a Buenos Aires en 1909 los continúa en el colegio de los Hermanos Maristas de San Isidro, como pupilo. Toda la familia se traslada a Buenos Aires en el año 1912. Se recibe de bachiller con medalla de oro, por sus calificaciones. A los 20 años, al terminar la conscripción en el Ejército, entra a trabajar en el Banco de la Nación Argentina, como empleado administrativo. Durante una licencia, decidió regresar a La Rioja y recorrer las propiedades de su familia. Al volver a Buenos Aires, conversó con su madre y le explicó que, si no se hacía cargo personalmente de reflotar las viñas y las estancias, estas quedarían en una situación económica muy comprometida debido a la ineficiencia de los administradores. 
Comenzó entonces a reunirse con jóvenes de su edad y también con personas mayores, con quienes compartía inquietudes sobre las carencias y necesidades que observaba en los sectores productivo y comercial de la región. A través de reuniones informales de trabajo y estudio, buscaron formas de mejorar la calidad de las variedades de uva en los viñedos y del ganado en las estancias, así como de organizar mejor la comercialización de los productos y aprovechar el transporte ferroviario. Establecieron contacto con otras organizaciones empresariales que comenzaban a surgir en las provincias del norte, como Tucumán, Salta y Catamarca. Asistió a las primeras jornadas de la Federación Agraria Argentina en Santa Fe, donde nació la idea de formar cooperativas de productores para elaborar vino con sus propias uvas, evitando así depender de los industriales de la zona. A los 28 años, sus esfuerzos en las fincas comenzaron a dar frutos: las nuevas variedades de uva estaban listas para entrar en producción. 
En el año 1931 Iribarren comenzó a intervenir dentro de la política riojana dentro de la Unión Cívica Radical Antipersonalista que lideraba el general Agustín P. Justo a nivel nacional. En ese año fue elector presidencial de la fórmula antipersonalista compuesta por Justo y José Nicolás Matienzo. Se había hecho reconocido como propietario de viñas en Chilecito, lo que le llevó a ser electo intendente de aquel lugar en 1932. Llegó a ser elegido a la legislatura provincial en 1940, por el Departamento San Blas de los Sauces, como también a diputado nacional, siendo elegido en 1942 por la Concordancia, desempeñándose hasta el golpe de Estado de 1943. Su experiencia en aquel puesto lo llevó a escribir el libro Temas federales, acerca de los problemas que considera aquejaban a su provincia. El libro sirvió como un esbozo de un programa de desarrollo que se aplicaría en diversas gestiones gubernamentales posteriores, incluyendo la suya propia.
Luego del golpe de Estado de 1966 y con la dictadura autoproclamada Revolución Argentina, el presidente de facto Juan Carlos Onganía, designó como interventor de La Rioja al militar Julio César Krause en agosto de 1966. La gestión de aquel, caracterizada por huelgas y distintos conflictos sociales en la provincia, no fue exitosa y finalizó casi un año más tarde, en enero de 1967. Dada la situación, Onganía decidió que el próximo interventor debía ser civil y riojano, por lo que, dada la amistad que Iribarren tenía con Roberto Roth, secretario legal y técnico del presidente, se decidieron por él.
Su gestión se caracterizó por iniciar un plan de desarrollo económico que tenía por objetivo impulsar la economía regional, una de las más atrasadas del país. Su plan consistía en una serie de obras de infraestructura en toda la provincia, otorgamiento de créditos, así como solución a problemas de tierra, que no tenían la titularidad definida en muchos casos, y distribución de agua para riego. Además, se destacó la reducción de la planta de empleados públicos. Al momento de asumir se encontraba desarrollando una enfermedad, que le provocó la muerte mientras ejercía el cargo, el 11 de enero de 1971. Fue sucedido interinamente por quien fuera su ministro de Gobierno e Instrucción Pública, Eduardo Menem.